# Johann Christoph Georg Adler
Johann Christoph Georg Adler (* 8. Mai 1758 in Sarau; † 20. Februar 1815) war ein deutscher Jurist in Altona.

## Leben und Wirken
Johann Christoph Georg Adler war der Sohn von Georg Christian Adler, der als Pastor in Altona tätig war sowie von Johanna Elise Schultze (* um 1732–1806) und der Bruder des Theologen und Orientalisten Jacob Georg Christian Adler.
Er immatrikulierte sich am 31. Januar 1777 zu seinem Studium der Rechtswissenschaften an der Universität Rostock. Nach Beendigung des Studiums war er als Ober- und Landgerichtsadvokat beim Kreisgericht Altona tätig. In dieser Tätigkeit gab er verschiedene Prozessschriften heraus, u. a. auch eine Schrift die Johann Christoph Unzer drucken ließ, in der es um Einzelheiten aus dem Ehescheidungsprozess des Unzer gegen dessen Ehefrau Cornelie Dorothee Elisabeth Unzer geb. Ackermann ging.

## Veröffentlichungen (Auszüge)
- Herausgabe der Reisebemerkungen auf einer Reise nach Rom seines Bruders Jacob Georg Christian Adler. Altona 1783.
- Prozessschrift „Factum exceptionale cum deductione juris, abseiten des Doctoris Medicae und Professors Johann Christian Unzer in Altona wider Cornelie Dorothee Elisabeth Unzer geb. Ackermann, in Rellingen, Implorantin“ (1798)[3][4]